# Psynako 1
Psynako 1 (Russisch: Псынако-1, ook: Псенако I, Psenako-1) is een megalithisch hunebed bij de Russische stad Toeapse in het dal van de Psjenacho, op 1,5 km van het kozakkendorp Anastjevka.
De kegelvormige steenhoop heeft een diameter van ongeveer 57 meter en (tegenwoordig) een hoogte van 4,8 meter. Het hunebed is echter niet zichtbaar van buitenaf. De grafheuvel werd meerdere malen geplunderd en een groot deel werd vernietigd door een bulldozer.
De steenhoop zou mogelijk een zonneobservatorium kunnen zijn geweest, waarmee het de grootste van Europa zou zijn. Radiokolstofdatering gaf een leeftijd van 2320±40 v.Chr. waarbij de heuvel later mogelijk werd aangepast. 
Het is een van de vele overblijfselen van de dolmencultuur van de Westelijke Kaukasus die bloeide in het 3e en 2e millennium v.Chr.